# 認知障害
認知障害（にんちしょうがい、英語: Cognitive disorders）とは、精神疾患の一種。
主に学習、記憶、理解、問題解決に障害をきたしている状態であり、健忘、認知症、せん妄などの疾患が含まれる。不安障害、気分障害、精神病においても認知や記憶の不全をもたらすが、DSM-IV-TRではこれらでは認知機能問題が主な症状ではないため、認知障害には含まれないとしている 。
原因は種類によってさまざまではあるが、最も多いケースは脳の記憶部へのダメージである。治療法は原因によって異なる。薬物やセラピーは最も一般的であるが、種類によっては鎮静はできても治療方法が存在しないことがある（健忘など）。

## 分類

### せん妄
せん妄は、脳に直接負荷がかかるような状況下で起こり、主に覚醒水準の低下、見当識障害などの意識障害が突如発生する。経過は短いが、命に関わることもある。痴呆と重なる部分が多いため、高齢者の軽い意識障害は仮性痴呆と呼ばれる。

### 認知症
認知症は、加齢もしくは外傷によって引き起こされ、患者の記憶が一部または全体が忘れ去られる。老年期においては一般的であるが、それに限定されない。また、認知症によって別種の認知障害が引き起こされることも珍しくはない。加齢による認知症は不可逆なものであるため、記憶と認知の機能低下は生涯的なものである。なお、ミニメンタルステート検査 (MMSE) などにより、スクリーニングが可能である。

### 健忘
健忘症の患者は長期記憶を保つことに障害がある。前向性健忘とは、直近の出来事を記憶することが困難な状況であり、これは脳の海馬を損傷した場合に一般的である。逆向性健忘も海馬の損傷によって引き起こされるが、これは過去の記憶が欠乏している状況である。